# Alan Banaszek
Alan Banaszek (* 30. Oktober 1997 in Warschau) ist ein polnischer Radrennfahrer.

## Sportliche Laufbahn
Alan Banaszek stammt aus einer Radsportfamilie. Sein Vater Bogdan war Radrennfahrer wie auch sein Onkel Dariusz Banaszek, von 2016 bis 2018 Präsident des polnischen Radsportverbandes. Seine Cousins Adrian und Norbert sind ebenfalls als Radsportler erfolgreich.
2015 wurde Banaszek Junioren-Europameister im Straßenrennen. Im Jahr darauf errang er auf der Bahn den nationalen Titel im Punktefahren und belegte bei den Straßen-Weltmeisterschaften Rang zehn im Rennen der U23.
2017 war das für Banaszek bis dahin erfolgreichste Jahr: Er entschied drei UCI-Straßenrennen für sich und wurde im Oktober in Berlin Europameister im Punktefahren. Im Jahr darauf belegte er bei der vierten Etappe der Tour of Norway Rang zwei hinter Dylan Groenewegen. 2019 wurde er erneut polnischer Meister im Punktefahren. Auf der Straße gewann er 2020 den Grand Prix Manavgat-Side sowie eine Etappe der Bulgarien-Rundfahrt. 2021 wurde er auf der Bahn Europameister im Omnium sowie zweifacher nationaler Meister, und er gewann die Gesamtwertung des Straßenrennens  Tour of Szeklerland.

## Erfolge

### Bahn
2016
- Polnischer Meister – Punktefahren

2017
- Europameister – Punktefahren

2019
- Polnischer Meister – Punktefahren

2021
- Europameister – Omnium
- Polnischer Meister – Scratch, Omnium, Zweier-Mannschaftsfahren (mit Daniel Staniszewski)

### Straße
2015
- Junioren-Europameister – Straßenrennen

2017
- Memoriał Henryka Łasaka
- Grand Prix Doliny Baryczy Xxvii Memorial Grundmanna I Wizowskiego
- International Rhodes Grand Prix

2020
- Grand Prix Manavgat-Side
- eine Etappe Bulgarien-Rundfahrt

2021
- Punktewertung Course de la Solidarité Olympique
- Visegrád 4 Bicycle Race – GP Slovakia
- Gesamtwertung, eine Etappe und Punktewertung Tour of Szeklerland
- zwei Etappen Serbien-Rundfahrt

2022
- Gesamt- und Punktewertung, eine Etappe Tour of Thailand
- Punktewertung, zwei Etappen Belgrad-Banja Luka

2023
- Polnischer Meister – Straßenrennen

2024
- Gesamtwertung und eine Etappe Tour Battle of Warsaw
- eine Etappe Dookoła Mazowsza
- eine Etappe Tour de Kurpie (Mannschaftszeitfahren)